# Onofrio Guarracino

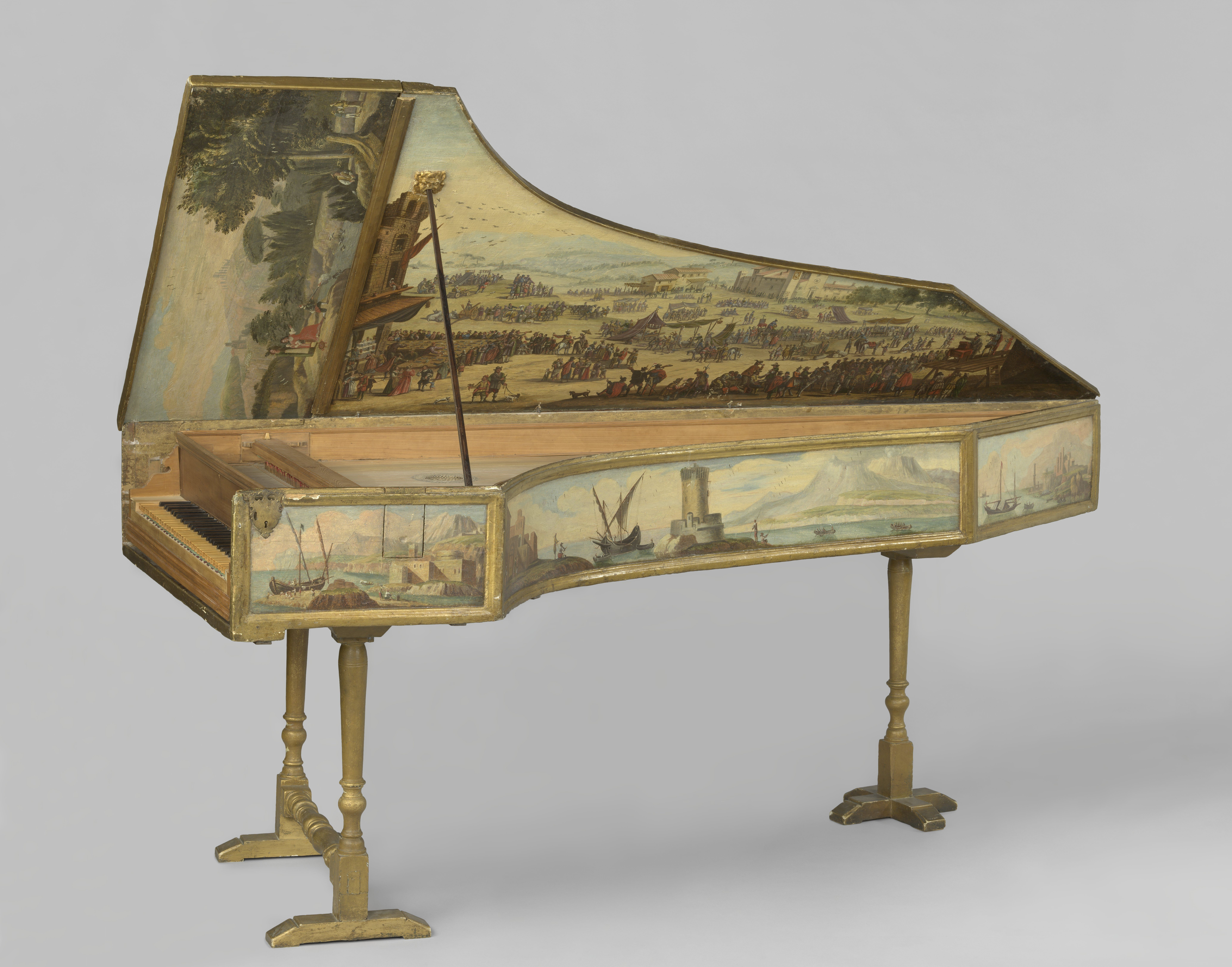
Cembalo aus dem Jahr 1690, im Besitz des Gemeentemuseums Den Haag

Onofrio Antonio Guarracino (* 1627/1628 in Neapel; † nach 1698 ebenda) war ein italienischer Musikinstrumentenbauer. Er baute Virginale, Spinette und Cembali.

## Leben
Guarracino wurde am 4. Januar 1628 in der Kirche San Gioseppo Maggiore in Neapel als Sohn von Fabritio Guarracino und Anna d’Accetto getauft. Das Geburtsdatum ist nicht bekannt, jedoch wird er entweder Ende Dezember 1627 oder in den ersten Tagen des Januars 1628 geboren worden sein.
Im Jahr 1654 heiratete Guarracino Ursula Perrone. In der Heiratsurkunde wird er als Cimbarairo, also als Cembalobauer bezeichnet. Seine Schwäger Aniello und Michele Perrone waren Holzschnitzer. Ein besonderes Merkmal der Instrumente von Guarracino sind die aufwändigen Schnitzereien an den Schlüsselbändern. Guarracino hatte acht Kinder, jedoch führte keines der Kinder das Handwerk fort. Vom Sohn Francesco ist bekannt, dass er Prorational della Regia Kamera (Verwaltungsbeauftragter der Königlichen Kammer) geworden ist.
Zunächst mietete er eine Werkstatt in dem Gebäude, in dem er mit seiner Familie lebte. Später, nachdem sein Reichtum zunahm, mietete er drei Wohnungen in einem Palazzo, mit zusätzlich Anbauten, einen Hof und mehrere Werkstätten. Ein letztes Dokument belegt, dass er am 10. Januar 1698 noch gelebt hat, danach gibt es keine weiteren Aufzeichnungen mehr. Sein Sohn Francesco bestätigte im Jahr 1711, dass er verstorben wäre. Als Instrumentenbauer war er zwischen 1651 und 1694 aktiv.

## Erhaltene Instrumente
Sein frühestes bekanntes Instrument ist ein signiertes Cembalo, das aus dem Jahr 1651 datiert. Es befindet sich heute in privatem Besitz in Italien.
Ein Cembalo aus dem Jahr 1690 ist im Besitz des Gemeentemuseums Den Haag.
Sein letztes bekanntes Instrument, ist ein Oktav-Virginal aus dem Jahr 1694. Es befindet sich im National Music Museum in Vermillion, South Dakota.